# El Cajon (Kalifornie)
El Cajon (španělsky El Cajón) je město v San Diego County v Kalifornii. Nachází se 27 kilometrů východně od centra San Diega. Rozloha města činí 37,58 km². Svůj název získalo od ranče Rancho El Cajón. Ve městě žije přibližně 106 tisíc obyvatel.
Své sídlo zde má společnost Catholic Answers.

## Doprava
Městem procházejí silnice California State Route 67, California State Route 94 a California State Route 54.

## Rodáci
- Jimmie Johnson (* 1975) – americký automobilový závodník